# Nekropol

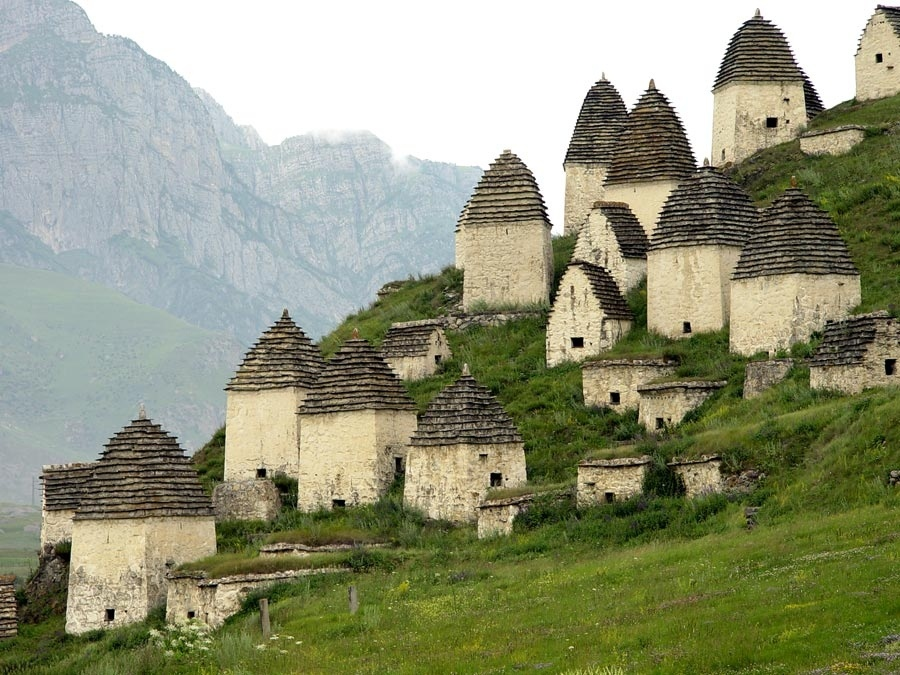
Nekropol nära byn Dargavs i Nordossetien.

Nekropol ("de dödas stad", av grekiska nekro's, "avliden", och po'lis, "stad") är en benämning på begravningsplatser i närheten av antika städer med bostadslika gravhus och större monument.
Nekropoler förekommer både inom den grekiska och den romerska kulturen, liksom inom den fornkristna, berömda fornkristna nekropoler finns i Mindre Asien och norra Egypten. Några berömda nekropoler finns i Karameikos i Aten och Ostia Antica i Rom. I modernt språkbruk kan ordet även syfta på begravningsplatser utanför stora städer där många människor har begravts.
I fantasy har nekropol (eller nekropolis) en annan innebörd. Då syftar det ofta på en stad befolkad av zombier eller andra odöda varelser.